# Greatest Hits (album, Bon Jovi)
Greatest Hits je kompilační album americké hard rockové hudební skupiny Bon Jovi, vydané v říjnu roku 2010.

## Seznam skladeb

### 1.CD
1. "Livin' on a Prayer" (4:10)
2. "You Give Love a Bad Name" (3:43)
3. "It's My Life" (3:44)
4. "Have a Nice Day" (3:48)
5. "Wanted Dead or Alive" (5:08)
6. "Bad Medicine" (5:16)
7. "We Weren't Born to Follow" (4:04)
8. "I'll Be There for You" (5:46)
9. "Born to Be My Baby" (4:40)
10. "Bed Of Roses" (6:34)
11. "Who Says You Can't Go Home?" (4:40)
12. "Lay Your Hands on Me" (3:49)
13. "Always" (5:53)
14. "In These Arms" (5:19)
15. "What Do You Got?" (3:47)
16. "No Apologies" (3:44)

### 2.CD (Ultimate Collection)
1. "Runaway" (3:51)
2. "Someday I'll Be Saturday Night" (4:38)
3. "Lost Highway" (4:13)
4. "I'll Sleep When I'm Dead" (4:41)
5. "In And Out Of Love" (4:26)
6. "Keep The Faith" (5:43)
7. "When We Were Beautiful" (5:18)
8. "Blaze Of Glory" (5:40)
9. "This Ain't A Love Song" (5:05)
10. "These Days" (6:27)
11. "(You Want To) Make A Memory" (4:37)
12. "Blood On Blood" (6:16)
13. "This Is Love, This Is Life" (3:25)
14. "The More Things Change" (3:53)

## Sestava
- Jon Bon Jovi - zpěv, akustická kytara, perkuse
- Richie Sambora - kytary, doprovodné vokály
- Tico Torres - bicí, perkuse
- David Bryan - klávesy, doprovodné vokály
- Hugh McDonald - basová kytara, doprovodné vokály